# Neofit (Karaabow)
Neofit, imię świeckie Nikoła Mitew Karaabow (ur. 1865 lub 1868 w Gyłybowie, zm. 26 lutego 1971 w Widyniu) — bułgarski biskup prawosławny. 

## Życiorys
W 1889 został wyświęcony na kapłana jako mężczyzna żonaty, jednak już dwa lata później jego małżonka zmarła. Złożył wówczas wieczyste śluby mnisze z imieniem Neofit. Następnie wyjechał do Rosji, gdzie uzyskał wykształcenie teologiczne: w 1896 ukończył seminarium duchowne w Petersburgu, zaś w 1900 – Petersburską Akademię Duchowną.
Po powrocie do Bułgarii był początkowo przez dwa lata protosynglem parafii prawosławnych w Sliwenie, następnie od 1902 do 1905 – w Widyniu, a od 1905 do 1906 – protosynglem przy Świętym Synodzie Egzarchatu Bułgarskiego w Sofii. Brał aktywny udział w prowadzonej przez Cerkiew działalności oświatowej i dobroczynnej. W latach 1906–1912 był rektorem seminarium duchownego w Sofii oraz jednym z redaktorów oficjalnego organu Egzarchatu Bułgarskiego, pisma Cyrkowen Westnik.
W 1909 przyjął chirotonię biskupią z tytułem biskupa welickiego, wikariusza metropolii sofijskiej. Po pięciu latach objął katedrę widyńską. Od 1921 był także członkiem Świętego Synodu Egzarchatu Bułgarskiego, zaś w latach 1930–1944 przewodniczył jego pracom. W czasie II wojny światowej występował w obronie Żydów bułgarskich. Urząd metropolity widyńskiego sprawował do śmierci.
Autor opracowała poświęconego eparchii widyńskiej, wydanej w 1924, jak również tekstów teologicznych.